# Calocarcinus africanus
Calocarcinus africanus is een krabbensoort uit de familie van de Trapeziidae. De wetenschappelijke naam van de soort is voor het eerst geldig gepubliceerd in 1909 door Calman.